# 屈默斯布鲁克
屈默斯布鲁克是德国巴伐利亚州的一个市镇。总面积46.37平方公里，总人口9888人，其中男性4894人，女性4994人（2011年12月31日），人口密度213人/平方公里。